# Olivier Steiner
Pour les articles homonymes, voir Steiner.
Olivier Steiner, pseudonyme de Jérôme Léon, né le 15 février 1976 à Tarbes en France, est un écrivain, metteur en scène et producteur de radio. 

## Biographie

### Jeunesse et formation
Scolarisé au lycée Théophile-Gauthier de Tarbes, sa ville natale, Jérôme Léon prend goût pendant ces trois années à la littérature et au théâtre. Après un bac scientifique, il commence des études de médecine à Toulouse, mais préfère se consacrer entièrement au théâtre. À 21 ans il s'installe à Paris où il intègre le cours Florent, pendant trois ans.
C'est là qu'il change de nom, devenant « Olivier Steiner », en référence à Aurélia Steiner de Marguerite Duras et à Marion Steiner du film de François Truffaut, Le Dernier Métro.

### Du théâtre à l'écriture
Comédien pendant de nombreuses années, il décide en 2010 de se consacrer entièrement à la littérature et à l'écriture.
Il devient par ailleurs producteur de documentaires et de fictions pour France Culture,, où il signe notamment un essai radiophonique sur la notion de « désir », puis Lola Valérie Stein, un documentaire sonore littéraire sur Le Ravissement de Lol V. Stein, roman de Marguerite Duras, avec les voix de Christine Angot et Patrice Chéreau.
Il publie en mars 2012, aux éditions Gallimard dans la « Collection Blanche », son premier roman, Bohème, pour lequel il reçoit le prix Rive Gauche à Paris. La Vie privée sort en 2014, toujours chez Gallimard ; il s'agit d'un texte extrême sur l'idée d'abandon et des rapports entre la mort et le sexe dans ce qu'il a de plus cru.
Avec La Main de Tristan en 2016, il propose un récit intime entre lui et le metteur en scène Patrice Chéreau. Cet ouvrage, refusé par de nombreux éditeurs et par une partie de la famille de Chéreau, mort en 2013, ne contient le nom de celui-ci ni sur la couverture, ni sur la dernière page. Le livre est sélectionné pour le prix Wepler.
De 2015 à 2023, il tient un journal en ligne sur le site culturel Diacritik.
En 2017, il conçoit en duo avec le plasticien Emmanuel Lagarrigue Not Electronic City d'après Falk Richter, une installation d'art contemporain présentée au palais de Tokyo et à la Friche Belle de Mai.
En 2021, il publie avec l’artiste plasticienne Anne Gorouben, auteure de 36 portraits dessinés de Marilyn Monroe, Le Ravissement de Marilyn Monroe aux éditions Métropolis.
En 2022, il écrit avec Isabelle Adjani un monologue de théâtre, Le Vertige Marilyn, que l'actrice joue pendant deux ans, du théâtre de l'Atelier à la salle Pleyel, de Venise (théâtre Goldoni) à New York en octobre 2023 (FIAF).

En 2024, il publie Guillaume aux éditions Labyrinthes, un texte qu'il a mis sept ans à écrire, et qui interroge le suicide d'un proche et, surtout, le deuil si particulier d'après suicide : 

« Le suicide est omniprésent dans ma vie : une amie de jeunesse, une grand-mère, un oncle, une amie de cinéma, un compagnon d'errance et ce dernier garçon, étrangement inoubliable, Guillaume. Le suicide est une mort radioactive. »

### Engagement politique
En 2017, à l'occasion de l'élection présidentielle, il cosigne une tribune dans Médiapart intitulée « Faire gagner la gauche passe par le vote Mélenchon ». C'est l'unique manifestation de ses convictions.

## Œuvre écrite
- 2012 : Bohème[10],[11], Paris, Gallimard, coll. « Blanche », 250 p.  (ISBN 978-2-07-013595-0)
- 2014 : La Vie privée, Paris, Gallimard], coll. « L'Arpenteur », 160 p. (ISBN 978-2-07-014486-0)
- 2016 : La Main de Tristan, éditions des Busclats, 159 p. (ISBN 978-2-3616-6070-3)
- 2021 : Le Ravissement de Marilyn Monroe, en collaboration avec la peintre Anne Gorouben, éditions Métropolis, 160 p.  (ISBN 978-2-88340-208-9)
- 2024 : Guillaume, éditions Labyrinthes, 188 p.  (ISBN 978-2-492895-08-1)
- 2024 : Du côté de chez Marilyn, cosigné avec Isabelle Adjani, éditions de l'Observatoire

## Spectacles
- 2017 : Not Electronic City d'après Falk Richter, conception et adaptation de Emmanuel Lagarrigue et Olivier Steiner, Palais de Tokyo, Friche Belle de Mai.
- 2022 : Le Vertige Marilyn d'Olivier Steiner, conception et adaptation d'Emmanuel Lagarrigue et Olivier Steiner, Maison de la Poésie, Théâtre de l'Atelier, Teatro Goldoni de Venise...

## Prix
- Prix Rive Gauche à Paris en 2012 pour Bohème.